# Men of War II
Men of War II — компьютерная игра в жанре тактического экшена в реальном времени. Релиз состоялся 15 мая 2024 года, в качестве разработчика выступила украинская компания Best Way, а издателя — Fulqrum Publishing. Игра является прямым продолжением «В тылу врага 2: Лис пустыни» (Men of War), её действия происходят на Восточном и Западном фронтах Второй мировой войны.

## Игровой процесс
Men of War II сохраняет присущее серии сочетание тактики и стратегии в реальном времени. В игре присутствует как одиночный, так и многопользовательский режимы. Игроки командуют подразделениями, уделяя особое внимание тактическим манёврам, управлению ресурсами и стратегическому планированию. Men of War II включает в себя несколько кампаний, каждая из которых происходит на разных театрах военных действий Второй мировой войны, предлагая широкий спектр миссий и целей.
В игре есть возможность напрямую управлять любым солдатом, машиной или орудием, которым он владеет.

## Кампания
В игре присутствуют три сюжетных кампании за СССР («Сорванный блицкриг»), Союзников («Фалезский мешок») и нацистскую Германию («На своей земле»), а также исторические кампании, ранее не показанные в серии, включая «Оверлорд» и «Багратион», дополнительные миссии и два режима («Рейд» и «Завоевание»).

## Разработка
31 марта 2021 года в стадию бета-тестирования вступила игра Men of War II: Arena. Сервера были закрыты 30 сентября 2021.
Men of War II была анонсирована на церемонии награждения Golden Joystick Awards 2021. Разработчики планировали выпустить игру в 2022 году, но релиз был перенесён. В сентябре 2023 года разработчики объявили, что игра выйдет в следующем году. Перенос связан с тем, что создатели не успели исправить все технические недостатки.

## Приём

### Отзывы
| Сводный рейтинг       | Сводный рейтинг |
| Агрегатор             | Оценка          |
| --------------------- | --------------- |
| Metacritic            | 73/100          |
| OpenCritic            | 71/100          |
| «Критиканство»        | 77/100          |
| Иноязычные издания    |                 |
| Издание               | Оценка          |
| GameStar              | 80/100          |
| PC Gamer (UK)         | 74/100          |
| Shacknews             | 8/10            |
| IGN Italy             | 8/10            |
| Eurogamer Germany     | [ 18 ]          |
| Русскоязычные издания |                 |
| Издание               | Оценка          |
| GoHa.Ru               | «Хорошо»        |
| StopGame.ru           | «Похвально»     |

Men of War II получила смешанные отзывы от игроков на площадке Steam, критике подверглись необходимость постоянного подключения к сети и устаревшая графика. Тем не менее, рецензент сайта Goha.ru назвал игру «глотком свежего воздуха в стратегическом жанре», отметив, что «упор на многопользовательский режим, является верным решением». Издание PC Gamer заключило: «Men of War II — несовершенная, но стоящая жемчужина для фанатов мазохистских стратегий в реальном времени».

### Награды и номинации
В марте 2022 года на ежегодной премии LUDI Awards, организованной российскими сайтами Канобу и Игромания, игра заняла 3 место в категории «Самая ожидаемая игра».